# Adrados (Segovia)
Adrados es un municipio y localidad española de la provincia de Segovia, en la comunidad autónoma de Castilla y León.

## Toponimia
El topónimo se documenta así al menos desde 1184. Una teoría lo deriva del árabe daur ‘turno, vez’, que haría referencia a un aprovechamiento por turnos de un manantial, para el riego, o de los pinares. Otra teoría propone su origen en la expresión latina ad retram ‘hacia atrás’, en el sentido de alejado o apartado; en este caso quizás sea en relación con Olombrada o a Cuéllar, ya que Adrados es uno de los lugares más alejados en la división de términos con Fuentidueña.

## Geografía

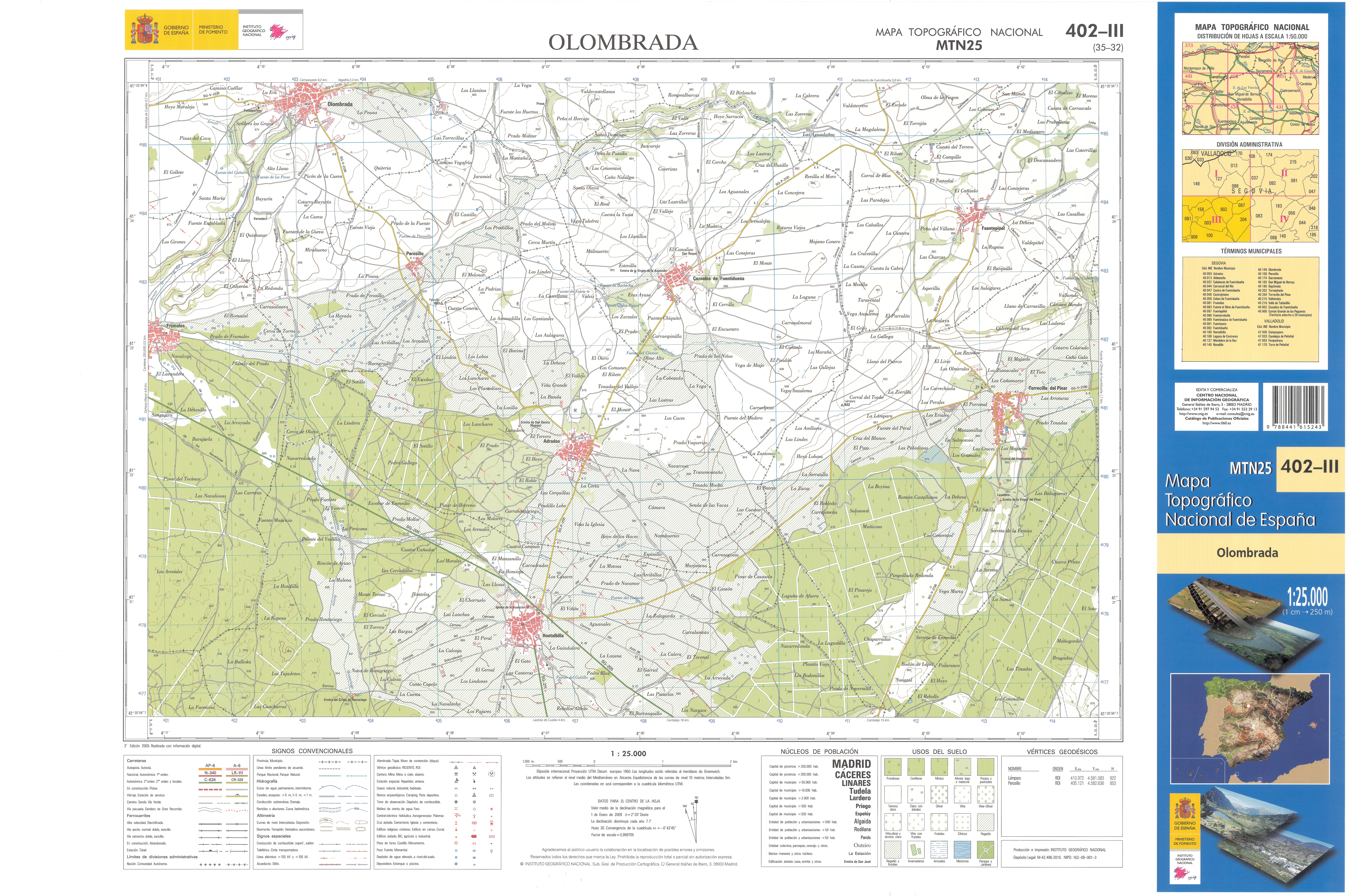
Fragmento de la hoja 402 del Mapa Topográfico Nacional de España de 2009 en el que se representa Adrados

| Noroeste: Perosillo   | Norte: Cozuelos de Fuentidueña | Noreste: Cozuelos de Fuentidueña |
| Oeste: Perosillo      |                                | Este: Torrecilla del Pinar       |
| Suroeste: Hontalbilla | Sur: Hontalbilla               | Sureste: Hontalbilla             |

## Historia
Adrados en el siglo XIX: Dice Pascual Madoz en ‘Diccionario geográfico-estadístico-histórico de España’ que las casas que había en Adrados a mediados del siglo XIX eran «de inferior construcción y nada cómodas». Entre ellas estaba la del Ayuntamiento, donde se ubicaba la cárcel, y la escuela de instrucción primaria. Eminentemente agrícola, casi todo el término se dedicaba a la producción de trigo, cebada, centeno, patatas, legumbres y también vino, pues había bastante viñedo. En aquella época eran 110 vecinos que sumaban «473 almas».

## Demografía
Cuenta con una población de 123 habitantes (INE 2024).
| Gráfica de evolución demográfica de Adrados entre 1842 y 2021                                                         |
| |
| Población de derecho según los censos de población del INE. Población de hecho según los censos de población del INE. |

## Símbolos
El escudo heráldico y la bandera que representan al municipio fueron aprobados oficialmente el 28 de abril de 2003. El escudo se blasona de la siguiente manera:

«Escudo de ondas de azur y plata, vestido de losange de gules, con un pino a la diestra y un roble a la siniestra, ambos arrancados de plata y puestos en faja, surmontados de estrella de doce puntas también de plata, al timbre corona real cerrada.»
Boletín Oficial de Castilla y León nº 99/2003 de 27 de mayo de 2003

La descripción textual de la bandera es la siguiente:

«Bandera rectangular de proporciones 2:3, formada por un paño rojo, con un triángulo con ondas de blanco y azul, que tiene sus vértices en los puntos superior e inferior del asta y en el punto medio del batiente.»
Boletín Oficial de Castilla y León nº 99/2003 de 27 de mayo de 2003

## Administración y política
| Periodo   | Nombre                                                                                | Partido       |
| --------- | ------------------------------------------------------------------------------------- | ------------- |
| 1979-1983 | Federico Enjuto Rojo                                                                  | UCD           |
| 1983-1987 | Francisco Ruano Gozalo                                                                | AP-PDP-UL     |
| 1987-1991 | David Sainz Torres                                                                    | AP            |
| 1991-1995 | Oscar Velasco Mate (1991-1992)Miguel Ángel Sanz Lobo (1992-1995)                      | PP            |
| 1995-1999 | Miguel Ángel Sanz Lobo                                                                | PP            |
| 1999-2003 | Miguel Ángel Sanz Lobo                                                                | PP            |
| 2003-2007 | Rafael José Delgado de Robles Cavestany                                               | PP            |
| 2007-2011 | Rafael José Delgado de Robles Cavestany (2007-2008)Miguel Ángel Sanz Lobo (2008-2011) | PP            |
| 2011-2015 | David Sainz Torres                                                                    | AE            |
| 2015-2019 | David Sainz Torres                                                                    | AE            |
| 2019-2023 | Sergio David García Muñoz                                                             | PP            |
| 2023-act. | Miguel Martín García                                                                  | Independiente |

## Cultura

### Patrimonio
Adrados instala su caserío en la falda de la pequeña colina rodeado de pinares, base histórica de su economía y de su nombre, pues este se refiere al aprovechamiento de los pinares por turnos de vecinos. También de Adrados fueron famosos sus vinos, manteniéndose, hoy en día, pocos viñedos cuidados.
- La iglesia parroquial de Natividad de Nuestra Señora. En origen fue románica, como recuerda su puerta de ingreso, conformada por dos arquivoltas de boceles y escocias, que se apean sobre dos pares de jambas, a esto se unen sus alguazas de forja románica de su vieja puerta, y la cornisa de canecillos del muro norte. El interior el templo se articula en tres naves, teniendo cúpula sobre el crucero y torre campanario a los pies. Varios retablos barrocos de sólida fábrica se pueden admirarse dentro de la iglesia, destacando dos de ellos con pinturas sobre tabla de corte manierista de Alonso de Herrera, una de las cuales formó parte de la Exposición de las Edades del Hombre. A todo ello se suma una cruz procesional y una custodia de sol, ambas excelentes obras de los talleres plateros segovianos del siglo XVI.
- Ruinas de la ermita de San Benito. A unos doscientos metros del pueblo, de la que tan sólo se conserva en peligroso estado, parte de su bóveda de medio cañón y de la de horno de la cabecera. Así mismo, a las afueras del pueblo se localiza la ermita de San Roque, eterno protector contra la peste.
- Lavaderos: existen dos antiguos lavaderos; el más antiguo ubicado en el prado y el más moderno el llamado de los Chorretones.

### Fiestas
San Isidro (15 de mayo), Natividad de la Virgen (primer fin de semana de septiembre) y Nuestra Señora de la Asunción y San Roque (15 y 16 de agosto). La fiesta Mayor, tradicionalmente, se había celebrado el 8 de septiembre. Además, se ha comenzado a celebrar la festividad de santa Gema, el 16 de Mayo